# György Lakatos (Tischtennisfunktionär)
György Lakatos (* 27. Mai 1918 in Budapest; † 9. Juli 2001) war ein ungarischer Tischtennisfunktionär. Er war Ehrenmitglied des Europäischen Tischtennisverbandes ETTU und des Weltverbandes ITTF.

## National
1945 wurde Lakatos Generalsekretär im Ungarischen Tischtennisverband. Seit 1951 arbeitete er im Vorstand mit. Von 1957 bis 1976 war er Vizepräsident, 1976 wurde er zum Präsidenten gewählt. Für seine Verdienste um den Sport verlieh ihm der Präsidialrat der ungarischen Nationalversammlung 1981 die Goldene Stufe des Arbeitsverdienstordens. 1985 wurde er vom ungarischen Amt für Sport und Leibeserziehung geehrt. Anlässlich seines 80. Geburtstages erhielt er den nationalen Verdienstorden mit Kleinem Kreuz.

## International
Lakatos gehörte 1957 zu den Gründungsmitgliedern des Europäischen Tischtennisverbandes ETTU. Er übernahm sofort Verantwortung, zunächst als Beisitzer und ab 1980 als Vizepräsident. Zwei Jahre später wurde er Präsident als Nachfolger von Jupp Schlaf. Dieses Amt hatte er bis 1986 inne, dann wurde er durch Mihovil Kapetanic abgelöst. Gleichzeitig wurde er ETTU_Ehrenmitglied. Lakatos war maßgeblich an der Einführung des Europäischen Ranglistenturniers TOP12 beteiligt.
Parallel wirkte er im Weltverband ITTF als Vorsitzender des Klassifizierungs-Komitees.

## Privat
Lakatos promovierte in Philosophie und Jura. Von Beruf war er Redakteur des Kossuth-Buchverlages in Budapest. Er verfasste Beiträge zur Geisteswissenschaft, die in mehrere Sprachen übersetzt wurden.